# Brown, Shipley & Co.
Brown Shipley & Co Limited (fazendo negócios como Brown Shipley, BSCo) é membro da KBL European Private Bankers SA. Está sediada em Lothbury, em Londres, atrás do Banco da Inglaterra. A BSCo oferece serviços de planejamento patrimonial, gestão de investimentos e empréstimos para clientes privados, corporativos e institucionais. A partir de abril de 2018, o CEO é Alan Mathewson.

## História
Em 1800, o comerciante irlandês Alexander Brown, fundador da Alex Brown & Sons, iniciou suas atividades em Baltimore, Maryland, importando linho irlandês e exportando algodão e tabaco de volta para a Grã-Bretanha. Em 1810, seu filho mais velho William trouxe os negócios da família para Liverpool sob o nome William Brown & Co.
Em 1812, William voltou a Baltimore para apresentar sua nova esposa e bebê à sua família e relatar sobre condições comerciais e políticas em Liverpool e na Europa.
Em 1825, William formou uma parceria com Joseph Shipley. A nova empresa comercial financiou comerciantes que estavam transportando mercadorias entre a Grã-Bretanha, os Estados Unidos e outras partes da Europa e das Américas. Ao longo dos anos, as atividades comerciais cessaram e as atividades bancárias comerciais cresceram, com sede em Londres.
Em 1918, a parceria entre Brown, Shipley e seus parceiros americanos Brown Bros. & Co. terminou, embora cada um continue a atuar como agente do outro por algum tempo. Em 1946, a Brown Shipley tornou-se uma empresa limitada.
Alguns registros históricos de Brown, Shipley & Co. estão incluídos na coleção Brown Brothers Harriman, alojada nas coleções de manuscritos da New-York Historical Society.
Entre 1950 e 1989, a empresa teve um papel de destaque no mercado financeiro de Londres e desenvolveu um Serviço de Consultoria de Investimento, que fornecia uma saída para a herança e a experiência da empresa na avaliação de negócios e das pessoas por trás deles. Em 1992, a Brown Shipley & Co. Ltd foi adquirida pelo banco europeu KBL e ingressou no seu grupo de Private Bankers. Na virada do milênio, a Brown Shipley posteriormente fez suas próprias aquisições da corretora Cawood Smithie, gerente de investimentos de clientes particulares Henry Cooke e, em 2001, gerente de pensões e investimentos Fairmount Group plc.
Depois de celebrar seu bicentenário em 2010, Brown Shipley expandiu-se para novas instalações em Manchester, Edimburgo e Birmingham, complementando seu recém-reformado prédio em Londres, dando à empresa casas contemporâneas para combinar com suas perspectivas modernas.
Em seguida, outras três aquisições serviram para ampliar e fortalecer a oferta da Brown Shipley: Hampton Dean, uma firma independente de planejadores financeiros que concedeu ao banco uma base de Nottingham em 2015; A Roberts Partnership, uma empresa de planejamento financeiro e gerenciamento de fortunas com sede em Manchester, entrou em 2016, adicionando £540 milhões em ativos sob gerenciamento (AUM) e elevando o AUM total do gerente de patrimônio para £5,5 bilhões; enquanto 2017 vê Brown Shipley adquirir a filial britânica da Insinger de Beaufort.
Em 2019, Brown Shipley nomeou um novo presidente para seu conselho, Rory Tapner, que substitui David Rough, que era membro do conselho desde 2004. Além disso, Jim Byrdie e John Misselbrook são diretores não executivos. KBL é a empresa controladora da Brown Shipley.
Em abril de 2018, Alan Mathewson ingressou na Brown Shipley como o novo CEO. Mathewson ingressou no Santander UK, onde trabalhou por 22 anos, mais recentemente como diretor administrativo de gestão de patrimônio e private banking.